# Піта сіауська
Піта сіауська (Erythropitta palliceps) — вид горобцеподібних птахів родини пітових (Pittidae). Раніше вважався підвидом піти червоночеревої (Erythropitta erythrogaster).

## Поширення
Ендемік Індонезії. Поширений на трьох островах — Сіау, Тагуланданг та Руанг. Природним середовищем існування є субтропічні або тропічні вологі низинні ліси.